# Могилёвский областной исполнительный комитет
Могилёвский областной исполнительный комитет (бел. Магілёўскі абласны выканаўчы камітэт) — исполнительный и распорядительный орган на территории Могилёвской области и осуществляет свои полномочия в соответствии с Конституцией Республики Беларусь, Законом Республики Беларусь от 4 января 2010 г. № 108-З «О местном управлении и самоуправлении в Республике Беларусь» и иными актами законодательства.
Вышестоящим органом является Совет Министров Республики Беларусь.
Председатель областного исполнительного комитета — высшее должностное лицо области. Председатель назначается на эту должность Президентом Республики Беларусь.

## Структура

### Комитеты
- Комитет по архитектуре и строительству
- Комитет по сельскому хозяйству и продовольствию
- Комитет экономики
- Комитет по труду, занятости и социальной защите
- Комитет государственного имущества Могилевского областного исполнительного комитета (Комитет «Могилевоблимущество»)

### Управления
- управление организационно-кадровой работы
- главное финансовое управление
- управление внутренних дел
- главное управление юстиции
- главное управление ведомственного контроля
- отдел по защите государственных секретов и мобилизационной работы облисполкома

## Руководство
- Исаченко Анатолий Михайлович — председатель областного исполнительного комитета[2]
- Савицкий Сергей Константинович — первый заместитель председателя областного исполнительного комитета
- Страхар Руслан Борисович — заместитель председателя областного исполнительного комитета
- Стельмашок Олег Владимирович — заместитель председателя областного исполнительного комитета
- Денгалёв Геннадий Иванович — заместитель председателя областного исполнительного комитета
- Дедков Николай Леонидович — управляющий делами областного исполнительного комитета

#### Председатель
Председатель Могилёвского областного исполнительного комитета — высшее должностное лицо Могилёвской области. Возглавляет высший исполнительный орган государственной власти области — исполнительный комитет. В обязанности председателя входит: 
- руководство деятельностью облисполкома, гражданской обороной области,
- взаимодействие с Администрацией Президента Республики Беларусь и Советом Министров Республики Беларусь, областным Советом депутатов
- координация деятельности городских, районных исполнительных комитетов и местных администраций в городах области.

Координирует вопросы взаимодействия с: 
- Комитетом государственного контроля Могилевской области
- Управлением Комитета государственной безопасности по Могилевской области
- Главным управлением Национального банка Республики Беларусь по Могилевской области
- Инспекцией Министерства по налогам и сборам Республики Беларусь по Могилевской области
- Могилевским областным военным комиссариатом, войсковыми частями и другими организациями Министерства обороны Республики Беларусь, расположенными на территории области

Председатель также курирует:
- вопросы реализации в Могилевской области государственной кадровой политики, бюджета, финансов, налогов, внутренних дел, юстиции
- деятельность городских, районных исполнительных комитетов и местных администраций районов в городах Бобруйске и Могилеве

### Список председателей
1. Гринёв, Николай Фёдорович (1989 г. — 1994 г.)
2. Куличков, Александр Николаевич (28 ноября 1994 г. — 11 марта 1999 г.)
3. Дражин, Михаил Владимирович  (14 ноября 2000 г.)
4. Батура, Борис Васильевич (14 ноября 2000 г. — 31 октября 2008 г.)
5. Рудник, Пётр Михайлович (29 декабря 2008 г. — 22 декабря 2014 г.)
6. Доманевский, Владимир Викторович (24 декабря 2014 г. — 26 марта 2019 г.)
7. Заяц, Леонид Константинович (1 апреля 2019 г. — 13 декабря 2021 г.)
8. Исаченко, Анатолий Михайлович (c 13 декабря 2021 г. — по настоящее время)